# Sekundærrute 539
De Sekundærrute 539 is een secundaire weg in Denemarken. De weg loopt van Vorupør via Hundborg en Sjørring naar Thisted. De Sekundærrute 539 loopt door Noord-Jutland en is ongeveer 20 kilometer lang.